# Susan George (schrijfster)
Susan George (Akron (Ohio), 29 juni 1934) is een Amerikaans-Franse schrijfster, activiste en politicologe. Haar thema's omvatten onder meer de ongelijkheid en onrechtvaardigheid in de wereld, armoede, onderwikkeling en schuldverlichting. Zij is een uitgesproken criticus van het huidige beleid van het Internationaal Monetair Fonds (IMF), de Wereldbank en meer in het algemeen de toepassing van de Washington-consensus in de landen van het Zuiden. Over die onderwerpen schreef ze meer dan tien boeken. Het jongste, uit 2014, Les Usurpateurs, behandelt de wereldwijde machtsovername door multinationale ondernemingen.
Dr. Susan George is wetenschappelijk adviseur en erevoorzitster van de maatschappijkritische denktank Transnational Institute in Amsterdam. Zij is ook erevoorzitster van ATTAC (andersglobalisme) en adviseur bij de eurokritische denktank Corporate Europe Observatory (CEO).
Susan George werd geboren als Susan Vance Akers. Hoewel haar geboorte midden in de Grote Depressie viel, bleef het gezin relatief bemiddeld. Haar ouders behoorden tot de (protestantse)  Episcopaalse Kerk. Zij studeerde aanvankelijk in de VS aan het Smith College, daarna in Frankrijk aan het Sciences Po-instituut. In 1956 huwde zij de Franse advocaat Charles-Henry George en vestigde zich in Frankrijk. Later studeerde ze nog aan de Parijse Sorbonne. 

## Nederlandse vertalingen
- Een andere wereld is mogelijk ALS..., Rotterdam, 2005 - ISBN 9789056376987
- Het Lugano Rapport, of: Hoe ons kapitalistische systeem kan standhouden in de eenentwintigste eeuw, Rotterdam, 2005 - ISBN 9789056376970